# بلینیات
بلینیات (به فرانسوی: Bellignat) یک کمون در کشور فرانسه است که در canton of Oyonnax-Sud واقع شده‌است.

## خصوصیات
بلینیات ۷٫۸۴ کیلومترمربع مساحت و ۳٬۴۶۴ نفر جمعیت دارد و ۵۲۱ متر بالاتر از سطح دریا واقع شده‌است.